# La Ròca, Valrofièr e Corts
La Ròca, Valrofièr e Corts (en francès Bellefont-La Rauze) és un nou municipi francès, situat al departament de l'Òlt i a la regió d'Occitània. Va ser creat el 2017 agrupant els antics municipis de la Ròca dels Arcs, Valrofièr i Corts.
El municipi té la Ròca dels Arcs com a capital administrativa, i també compta amb els agregats de Senta Margarida (antic municipi de la Ròca dels Arcs); la Garda, lo Barri, lo Puèg de la Garda, Constanç, Vernòli, Binac i Montcotèir (antic municipi de Valrofièr); la Devesa, la Boissièira, lo Puèg, Martin, Bauilut, lo Puèg de Laur, Gironda, Sent Miquèl de Corts i lo Combelh dels Peirons (antic municipi de Corts).

## Demografia
| 1234                  |
| Des de 2018: Població |

## Administració
| Període   | Identitat                 | Partit |
| --------- | ------------------------- | ------ |
| 2017-2020 | Martine Fournier-Breuillé |        |
| 2020-     | Patrick Nicolaon          |        |